# Agnieszka Braszkiewicz
Agnieszka Braszkiewicz (Lodz, Polonia, 1981)es una nadadora retirada especializada en pruebas de estilo braza. Fue subcampeona de Europa durante el Campeonato Europeo de Natación en Piscina Corta de 2000 en la prueba de 50 metros braza.

## Palmarés internacional
| Campeonato Europeo de Natación en Piscina Corta | Campeonato Europeo de Natación en Piscina Corta | Campeonato Europeo de Natación en Piscina Corta | Campeonato Europeo de Natación en Piscina Corta |
| Año                                             | Lugar                                           | Medalla                                         | Prueba                                          |
| ----------------------------------------------- | ----------------------------------------------- | ----------------------------------------------- | ----------------------------------------------- |
| 2000                                            | Valencia (España)                               | Medalla de plata                                | 50 m braza                                      |